# Tonfa
Tonfa, poznana tudi pod imeni tong fa ali tuifa, je hladno orožje, ki je najbolj znana po uporabi v Okinawa borilnih veščinah. Sestavljena je iz ravne »palice«, ki ima na tretjini pritrjen ročaj pod pravim kotom. V dolžino po navadi meri med 40 in 50 centimetrov. Tradicionalna tonfa se je izdelovala in uporabljala v paru, za izdelavo pa je bil uporabljen les rdečega hrasta. Predvideva se, da so Tonfo najprej začeli izdelovati na kitajskem, ali pa na jugovzhodu azije, kjer je bila uporabljena za spoštovanja vredne načine boja. Podobno orožje se imenuje Mai sok san in je uporabljeno v borilnih veščinah Krabi-krabong in Tomoi.

## Zgodovina
Čeprav je tonfa najpogosteje povezana z Okinawa borilnimi veščinami, se strokovnjaki ne morejo zediniti glede njenega pravega izvora. Najbolj pogosto je v literaturi opaziti kot mesto izvora, Kitajsko, v spet drugih literaturah pa sta kot mesti izvora navedeni Indonezija ali Tajska. Kitajska in Malajska beseda »guai« oziroma »topang«, v dobesednem prevodu pomeni »bergla«, iz česa se sklepa, da je orožje nastalo iz bergel. V Kambodži ter na Tajskem so imeli podobno orožje, ki je bilo sestavljeno iz dveh kratkih lesenih palic, ki so bile privezane na uporabnikovi podlahti. To orožje je bilo na Tajskem poznano pod imenom Thai as mai sok in v Khmer cesarstvu pod imenom »bokgatau«. Na Tajskem in v Maleziji ima mai sok pogosto podobno obliko kot tonfa, in ima namesto vezanja na roke v ta namen tudi pravokoten ročaj. Prav to naj bi bila prva verzija tonfe.

## Uporaba
Tonfa med držanjem sega približno tri centimetre čez uporabnikov komolec. Ima tri načine držanja - »honte-muchi« oz. začetni prijem, »gyakute-mochi« oz. obratni prijem in »tokushu-mochi« oz. specialni prijem. Pri začetnem prijemu/honte-mochi, je ročaj v dlani, pri čemer daljši del tonfe teče vzporedno spednjemu delu podlahti in sega rahlo čez komolec.. Ta prijem nudi možnost obrambe oziroma blokade, pa tudi oporo za »uraken« (udarec iz strani), »hiji waza« (tehnike s komolcem) in udarce. Med uporabo lahko tonfo zavihtimo v »gyakute« prijem za udarec ali potisk

## Kate pri kobudu z orožjem tonfa
Osnovne kate
- Tunkuwa kihon ichi

 Originalne kate
- Matayoshi no tunkuwa dai ichi
- Matayoshi no tunkuwa dai ni